# Sōma
Sōma è una città giapponese della prefettura di Fukushima.